# Пеђени (Горж)
Пеђени (рум. Pegeni) насеље је у Румунији у округу Горж у општини Хурезани. Oпштина се налази на надморској висини од 223 m.

## Становништво
Према подацима из 2002. године у насељу је живело 344 становника, од којих су сви румунске националности.